# Ambazon
Ambazon ist ein Arzneistoff, der als Antiseptikum im Mund- und Rachenraum angewendet wurde. Es wurde 1957 für Bayer patentiert und später unter dem Handelsnamen Iversal®  vertrieben, ist aber heute nicht mehr im Handel.
Chemisch gesehen ist Ambazon ein funktionelles Derivat von 1,4-Benzochinon (p-Benzochinon). Die Verbindung hat als Derivat des Guanidins stark basische Eigenschaften.

## Synthese
Die Synthese von Ambazon erfolgt ausgehend vom 1,4-Benzochinon in zwei Stufen durch Umsetzung mit Aminoguanidin und Thiosemicarbazid: